# Dimitri Amilakhvari
(Dimitri Amilakhvari, 1942)
Dimitri Amilakvari (დიმიტრი ამილახვარი  in georgiano; Bazorkino, 31 ottobre 1906 – El Alamein, 24 ottobre 1942) è stato un militare georgiano, naturalizzato francese, pluridecorato tenente colonnello durante il corso della seconda guerra mondiale. Soprannominato "Bazorka" si distinse particolarmente in Norvegia, Siria, a Bir-Hakeim e a El-Alamein, divenendo una figura mitica all'interno della Legione straniera.

## Biografia
Nacque il 31 ottobre 1906 a Bazorkino, villaggio dell'Ossezia, in una nobile famiglia georgiana. Dopo l'invasione della Georgia da parte dell'Armata Rossa nel 1921, emigrò con i suoi genitori a Costantinopoli, dove studiò presso la locale scuola britannica, e nel 1922 emigrò in Francia.
Nel 1924 entrò a far parte della Accademia militare francese di Saint-Cyr da cui uscì con il grado di sottotenente nel 1926, venendo assegnato alla Legione straniera. Assegnato come ufficiale di prima nomina al 1º Reggimento straniero di stanza a Sidi Bel Abbes, passò poi al 4º Reggimento straniero di Marrakech nel 1929.
Partecipò alla lotta contro gli insorti arabi locali nell'Alto Atlante e ricevette due citazioni nel 1932 e nel 1933. Nominato direttore dell'Accademia militare di Agadir, ricoprì tale incarico dal 1934 al 1937, raggiungendo il grado di capitano. Successivamente fu trasferito al 1º Reggimento straniero dove comandò la compagnia istruzione mitragliatrici.
Il 27 febbraio 1940, fu nominato comandante di una compagnia della 13ª Demi Brigade della Legione straniera creata a Sidi Bel Abbes. Il 6 maggio, dopo una tappa in Francia, partì per partecipare alla campagna di Norvegia, distinguendosi durante la battaglia di Narvik ove si guadagnò per il valore dimostrato tre nuove citazioni.
Il 20 giugno, dopo il suo ritorno in Francia, fu costretto dal progredire dell'avanzata tedesca a partire per la Gran Bretagna insieme ad alcuni ufficiali fedeli al generale Charles De Gaulle. Entrato nelle forze francesi libere, il 31 agosto fu inviato in Africa dove comandò una compagnia del 1º Battaglione della Legione straniera: la campagna lo portò in Gabon, Camerun e in Eritrea nel 1941, ove prese parte alle battaglie di Cheren, in marzo, e di Massaua, in aprile, contro le forze armate italiane.
Promosso maggiore il 25 giugno, durante la campagna di Siria, e tenente colonnello il 25 settembre, ricevette il 19 ottobre il comando e la bandiera della 13ª Demi Brigade della Legione straniera dalle mani del generale Georges Catroux.
Nel marzo 1942, la sua unità fu impegnata nella campagna in Libia contro le truppe italo-tedesche. 
Dal 26 maggio all'11 giugno 1942 ricoprì l'incarico di aiutante del generale Pierre Koenig, comandante della 1ª Brigata Francese Libera, partecipando alla battaglia di Bir Hakeim. Il 10 agosto ricevette in Egitto la Croce dei Compagni dell'Ordine della Liberazione delle mani del generale De Gaulle.
Nel mese di ottobre, la 13ª DBLE fu impegnata nella battaglia di El Alamein in Egitto e il giorno 24, nel tentativo, non riuscito, di conquistare le posizioni tenute dal V Battaglione della Folgore comandato dal tenente colonnello Giuseppe Izzo, rimase ucciso dal fuoco dei paracadutisti italiani. Il suo corpo fu sepolto sulle pendici del picco di Himeimat, per essere poi riportato in Francia nel corso del 1945. La sua divisa è ancora oggi conservata presso il museo della Legione straniera ad Aubagne.
Nel 1955 fu decorato postumo con la Croce di Cavaliere dell'ordine della Legion d'onore, insignito da re Haakon VII di Norvegia della Croce di guerra con spada. Il 141º Corso di Saint-Cyr (1954-1956) ha portato il suo nome. La città di Béziers gli ha intitolato una via.

### Annotazioni
1. ↑  La sua famiglia si era trasferia a Bazorkino, dalla sua tenuta ancestrale di Gori, in Georgia, dopo la rivoluzione del 1905.
2. ↑  La casa Zedguinidze-Amilakhvari aveva servito con il titolo ereditario di Maestro del Cavallo presso il Regno di Georgia, mantenendo la dignità principesca anche quando l'Impero russo assorbì la Georgia. Suo nonno Ivane Amilakhvari (1829–1905), era stato un eminente generale dell'Esercito Imperiale Russo. Anche suo padre, il colonnello Giorgi Zedguinidze-Amilakhvari, aveva prestato servizio nell'esercito fino alla fine della prima guerra mondiale, quando aveva giurato fedeltà alla Repubblica Democratica di Georgia (1918-1921) che aveva avuto vita breve.
3. ↑  Dove prestava servizio anche il fratello Constantin Amilakhvari. Costantin lasciò la Legione straniera nel 1941 con il grado di maresciallo per combattere il bolscevismo sul fronte orientale; rimasto ferito gravemente morì nel 1943.
4. ↑  Una il 30 maggio 1932 per la sua partecipazione al combattimento di Aït-Atto, e una seconda nell'agosto 1933 durante il combattimento di Djebel Baddou.
5. ↑  Dopo essere divenuto cittadino francese nell'agosto 1927 sposò un membro della nobiltà georgiana in esilio, la principessa Irina, nata Dadiani (1904-1944), che gli diede due figli, Georges e Othar, e una figlia, Tamar Amilkhavar. In quel periodo modificò anche il proprio cognome da Amilakhvari a Amilakvari.
6. ↑  Investita dal contrattacco di cinque carri armati tedeschi la sua unità si stava ritirando attraverso un campo minato quando egli, mitragliatrice alla mano, fu mortalmente colpito alla testa dalla scheggia di una granata d'obice esplosa nelle vicinanze.

### Fonti
1. 1 2  Voir sa biographie sur le site Chemins de mémoire des ministères de la Défense, du Tourisme, et de la Culture.
2. 1 2 3 4 5  Comor 1988, p. 216.
3. 1 2 3 4 5   Biographie de Dimitri Amilakvari sur le site de l'Ordre de la Libération, ordredelaliberation.fr, su ordredelaliberation.fr. URL consultato il 26 maggio 2016 (archiviato dall'url originale il 17 giugno 2009).
4. ↑  Amilkhvari offspring
5. 1 2  Sumner, Vauvillier 1998, p. 45.
6. 1 2 3 4 5 6  Lepage 2007, p. 147.